# Titlis
Titlis – szczyt w środkowej Szwajcarii (Berner Oberland), na granicy kantonów: Berno i Obwalden, o wysokości 3238 m n.p.m. oraz wybitności 1014 m. Zlokalizowany w Alpach Berneńskich (części Alp Zachodnich), przynależny do pasma Alp Urneńskich. Góruje nad Engelbergiem. Najwyższą część zachodnich i północnych zboczy góry pokrywa lodowiec Titlis (o powierzchni 1,8 km²).
Szczyt jest dostępny wyłącznie od północnej, łagodniejszej strony (z miejscowości Engelberg). Można go zdobyć przy pomocy gondolowej kolejki górskiej „Titlis-Seilbahn / Titlis Rotair” kursującej - poprzez stacje pośrednie Gerschnialp, Trübsee i Stand - do stacji na Klein Titlis (3028 m n.p.m.) lub pieszo z pobliskiego schroniska Biwak am Grassen (2647 m n.p.m.). 7 grudnia 2012 otwarto 100-metrowy wiszący most „Titlis Cliff Walk”, znajdujący się na 3041 m n.p.m., reklamowany jako „najwyższy most wiszący w Europie”. 5 czerwca 2019 zerwała się jedna z lin kolejki górskiej, a w wypadku rannych zostało kilka osób.